# Rhaphidostegium hoehnei
Rhaphidostegium hoehnei är en bladmossart som beskrevs av Theodor Carl Karl Julius Herzog 1924. Rhaphidostegium hoehnei ingår i släktet Rhaphidostegium och familjen Sematophyllaceae. Inga underarter finns listade i Catalogue of Life.